# Ciguñuela
Ciguñuela és un municipi de la província de Valladolid a la comunitat autònoma espanyola de Castella i Lleó.

## Demografia
| 1991 | 1996 | 2001 | 2004 |
| ---- | ---- | ---- | ---- |
| 368  | 368  | 388  | 381  |

## Personatges il·lustres
- Dióscoro Galindo González (Ciguñuela 13 de desembre de 1877- Alfacar, Granada 20 d'agost de 1936), mestre format en la Institución Libre de Enseñanza, que exercí a Pulianas (Granada) i Santiponce (Sevilla). Fou afusellat en començar la guerra civil amb el poeta Federico García Lorca i els banderillers Joaquín Arcollas i Francisco Galadi.